# Konstantin Pollok
Konstantin Pollok (* 1969) ist ein deutscher Philosoph. Ab 2017 war er Professor of Philosophy an der University of South Carolina, seit 2019 ist er Professor für Philosophie der Neuzeit an der Johannes Gutenberg-Universität Mainz. Seine Forschungsgebiete umfassen die Philosophie Immanuel Kants, insbesondere Kants Naturtheorie aus den Metaphysischen Anfangsgründen der Naturwissenschaft, normative Gesichtspunkte der theoretischen Philosophie Kants und die Wissenschaftsgeschichte, sowie die Philosophie der Aufklärung und der frühen Neuzeit im Allgemeinen.

## Werdegang
Nach dem M.A. in Philosophie an der Universität Bamberg im Jahr 1995 ging Pollok als Wissenschaftlicher Mitarbeiter an die Philipps-Universität Marburg zum Kant-Archiv unter Reinhard Brandt, wo er 2001 promoviert wurde. 2001 erschien seine Dissertation Kants „Metaphysische Anfangsgründe der Naturwissenschaft“. Ein Kritischer Kommentar bei Felix Meiner, 2002 erhielt er dafür den Promotionspreis der Phillips-Universität. Er erstellte kritische Ausgaben der Metaphysischen Anfangsgründe und der Prolegomena. 2004 erhielt er den Internationalen Kant-Förderpreis der ZEIT-Stiftung, 2006–2007 war er Fellow am Stanford Humanities Center, 2007 erfolgte, abermals in Marburg, die Habilitation.
2018 erhielt er den „Henry Allison Senior Scholar Prize“ der North American Kant Society für sein Buch Kants Theorie der Normativität: Erkundung des Raums der Vernunft (Cambridge University Press, 2017).

## Veröffentlichungen (Auswahl)

### Monographien
- Kant’s Theory of Normativity: Exploring the Space of Reason, Cambridge: Cambridge University Press 2017.
- Begründen und Rechtfertigen: Eine Untersuchung zum Verhältnis von rationalen Erfordernissen und prävalenten Handlungsgründen, Berlin / New York: De Gruyter 2009.
- Kants Metaphysische Anfangsgründe der Naturwissenschaft: Ein Kritischer Kommentar, Hamburg: Meiner 2001.

### Aufsätze
- „‘The understanding prescribes laws to nature’: Spontaneity, legislation, and Kant’s transcendental hylomorphism“, in Kant-Studien 105/4, 2014, 509-30.
- „From the Clarity of Ideas to the Validity of Judgments: Kant’s Farewell to Epistemic Perfectionism“, in Canadian Journal of Philosophy 44/1, 2014, 48–65.
- „Cassirer’s Kant: From the ‘Animal Morale’ to the ‘Animal Symbolicum’“ (mit Anne Pollok), International Yearbook of German Idealism, ed. J. Stolzenberg, F. Rush, vol. 8, Berlin: De Gruyter, 2012, 282–315.
- „The 'Transcendental Method': On the Reception of the Critique of Pure Reason in Neo-Kantianism,“ in Cambridge Companion to Kant's Critique of Pure Reason, ed. Paul Guyer, Cambridge: Cambridge UP, 2010, 346–379.
- „An Almost Single Inference' - Kant's Deduction of the Categories Reconsidered“, in Archiv für Geschichte der Philosophie 90/3, 2008, 323-45.
- „'Wenn Vernunft volle Gewalt über das Begehrungsvermögen hätte' - Über die gemeinsame Wurzel der Kantischen Imperative“, in Kant-Studien 98/1, 2007, 57–80.
- „Kant's Critical Concepts of Motion“, in Journal of the History of Philosophy 44/4, 2006, 559-75.
- „Die Normativität des Expressiven - Überlegungen zum Begriff der Wahrhaftigkeit“, in Zeitschrift für philosophische Forschung59/3, 2005, 416-32.
- „'Fabricating a World in Accordance with Mere Fantasy ...?' The Origins of Kant's Critical Theory of Matter“, in The Review of Metaphysics 56/1, 2002, 61–97.